# Jeremy Alcoba
Jeremy Alcoba Ferrer (Tortosa, 15 de novembro de 2001) é um motociclista espanhol que compete na MotoGP (Moto3) pela equipe Kömmerling Gresini Moto3.

## Carreira
Estreou no motociclismo em 2016, quando disputou a FIM CEV Moto3 Junior World Championship e terminou 5 provas entre os 10 primeiros (conquistando inclusive um pódio em sua primeira corrida). Em 2017, venceu a etapa de Albacete, e obteve outros 4 Top-10 na temporada, ficando em 5° lugar na classificação, com 119 pontos. Na temporada seguinte, obteve 4 pódios e terminou em 4° lugar, empatado em pontos com Manuel Pagliani (131 no total), ficando atrás do italiano nos critérios de desempate (Pagliani venceu 2 corridas, enquanto Alcoba não ganhou nenhuma prova).
Ainda em 2018, fez sua estreia na Moto3 pilotando uma Honda Honda NSF250RW da Estrella Galicia 0,0 no GP da Espanha, como wild card, onde abandonou. Disputou ainda os GPs de Aragão (também como wild card) e Tailândia (como substituto de Arón Canet), não pontuando nenhuma vez. Fechou o campeonato em 39° lugar.
Em 2019, pilotando uma Husqvarna da equipe LaGlisse Academy, venceu 3 corridas e obteve 3 pole-positions (as únicas de sua carreira profissional), sagrando-se campeão da FIM CEV Moto3 em sua quarta temporada na categoria. Ele ainda substituiu o argentino Gabriel Rodrigo nas etapas da Áustria e da Grã-Bretanha pela Kömmerling Gresini Moto3, terminando esta última em 14° e conquistando seus primeiros pontos na Moto3. Chegou a ser inscrito para o GP da Comunidade Valenciana, mas sofreu uma queda e não foi liberado para correr.
Em 2020, a Gresini contratou Alcoba para sua primeira temporada completa na divisão menor da MotoGP. Na etapa de Portugal, conquistou seu primeiro pódio ao terminar em terceiro lugar, além de ter concluído outras 11 provas entre os 10 primeiros, rendendo a Alcoba a 11ª posição, com 87 pontos.